# جيري بايرز
جيري بايرز هو لاعب هوكي جليد كندي، ولد في 29 مارس 1952 في كنتفيل ‏ في كندا، وتوفي في 25 ديسمبر 2006.

## وصلات خارجية
- جيري بايرز على موقع دوري الهوكي الوطني (الإنجليزية)
- جيري بايرز على موقع EliteProspects.com (الإنجليزية)
- جيري بايرز على موقع HockeyDB.com (الإنجليزية)
- جيري بايرز على موقع Hockey-Reference.com (الإنجليزية)